# Sahara Las Vegas
Sahara Las Vegas, tidigare Sahara Hotel and Casino och SLS Las Vegas, är både ett kasino och ett hotell som ligger utmed gatan The Strip i Winchester, Nevada i USA. Sahara Las Vegas ägs och drivs av Meruelo Group. Hotellet har totalt 1 720 hotellrum medan kasinot har en spelyta på 7 900 kvadratmeter (m2).

## Historik
Sahara Las Vegas har sitt ursprung från när kasinot Club Bingo invigdes 1947 av ägaren Milton Prell. Det var dock bara öppet fram till 1952 när den revs och det byggdes ett nytt kasino på tomten. Det nya kasinot fick namnet Sahara Hotel med tema inspirerat från Marocko och Sahara. Mellan åren 1959 och 1978 uppfördes det tre höghus, Tunis Tower 1959; Alexandria Tower 1963 och Tangiers Tower 1978, i anslutning till kasinot. 1964 såldes kasinot till fastighetsutvecklaren Del Webb, som skickade vidare ägandet 1982 för $50 miljoner. 1987 byggde man ut höghuset Tangiers Tower. 1995 blev det åter sålt, den här gången till kasinoveteranen William Bennett, som hade bland annat ägt konkurrenten Circus Circus Las Vegas, för $150 miljoner. På 1990-talet renoverades kasinot ett antal gånger och där man bland annat uppförde en berg- och dalbana på tomten. I december 2002 avled ägaren William Bennett. I mars 2007 såldes det till Stockbridge Real Estate Group och SBE Entertainment Group för $300-400 miljoner. Den 16 mars 2011 stängdes kasinot för en större renovering till en kostnad på uppemot $415 miljoner. Den 23 augusti 2014 invigdes den som SLS Las Vegas. Den 6 september tog hotelloperatören Hilton Worldwide över hotellverksamheten och den fick namnet från deras varumärke Curio. Den 6 oktober 2015 sålde SBE sin del i kasinot till Stockbridge. I december meddelade hotelloperatören Starwood Hotels & Resorts att man skulle ta över kasinots hotellverksamhet från Hilton och att höghuset Lux Tower (uppfördes som Alexandria Tower) skulle renoveras och samtidigt låta den få ett nytt namn i W Las Vegas. Det blev klart den 1 december 2016. 2017 var det tänkt att Stockbridge skulle sälja kasinot till fastighetsutvecklingsföretaget Meruelo Group men det blev strul på grund av oenigheter med Meruelos kinesiska långivare. I början av andra kvartalet av 2018 blev det dock officiellt. De meddelade  samtidigt att kasinot skulle genomgå en ny renovering till en kostnad på $100 miljoner och att Starwood skulle upphöra att vara hotelloperatör för kasinot och W Las Vegas, höghuset skulle också byta namn till Grand Tower. Det avslöjades senare att kasinot skulle återgå till det gamla temat och skulle få namnet Grand Sahara Resort framöver. Den 27 juni 2019 bytte kasinot namn till det nuvarande.